# Wydział Nauk o Sztuce Uniwersytetu im. Adama Mickiewicza w Poznaniu
Wydział Nauk o Sztuce Uniwersytetu im. Adama Mickiewicza w Poznaniu – jeden z 21 wydziałów Uniwersytetu im. Adama Mickiewicza w Poznaniu, należący do Szkoły Nauk Humanistycznych UAM.

## Historia
Wydział Nauk o Sztuce powstał 1 października 2019 roku, wskutek reorganizacji uczelni. W jego skład wchodzą Instytuty: Historii Sztuki i Muzykologii.

## Kierunki kształcenia
Dostępne kierunki:
- historia sztuki (studia I i II stopnia)
- muzykologia (studia I i II stopnia)

## Struktura organizacyjna

### Instytut Historii Sztuki
Dyrektor: dr hab. Piotr Korduba
- Zakład Historii Sztuki Starożytnej i Średniowiecznej
- Zakład Historii i Teorii Badań nad Sztuką
- Pracownia Historii Sztuki Nowoczesnej i Współczesnej
- Pracownia Historii Sztuki Nowożytnej

### Instytut Muzykologii
Dyrektor: dr hab. Piotr Podlipniak

### Pozostałe jednostki
- Archiwum Audiowizualne Wydziału Nauk o Sztuce
- Centrum Badań nad Sztuką Europy Środkowo-Wschodniej i Spuścizną Piotra Piotrowskiego

## Władze Wydziału
W kadencji 2024–2028:
| Stanowisko                 | Imię i nazwisko        |
| -------------------------- | ---------------------- |
| Dziekan                    | dr hab. Michał Mencfel |
| Prodziekan ds. naukowych   | dr Ewa Schreiber       |
| Prodziekan ds. studenckich | dr Tomasz Ratajczak    |